# انفلاتون
مجال انفلاتون inflaton field هو حقل قياسي افتراضي يُعتقد أنه قاد التضخم الكوني في الكون المبكر جدًا، واحدث فيما يسمى انفلاشن inflation. الحقل الغير متجه، الذي افترضه في الأصل آلان جوث،  يوفر آلية يتم من خلالها فترة من التوسع السريع بين 10− 35 إلى 10− 34  ثانية بعد التمدد الأولي ، مكونًا كونًا متوافقًا مع الخواص المكانية والتجانس المرصودة.

## التضخم الكوني
نموذج التضخم الأساسي يسير على ثلاث مراحل:
- توسيع حالة الفراغ مع طاقة كامنة عالية
- انتقال الطور إلى الفراغ الحقيقي
- لفة بطيئة وإعادة التسخين

### توسيع حالة الفراغ مع طاقة كامنة عالية
في نظرية المجال الكمومي، حالة الفراغ أو الفراغ هي حالة من المجالات الكمومية التي تكون محليا عند الحد الأدنى من الطاقة الكامنة. الجسيمات الكمومية هي الإثارة التي تنحرف عن حالة الطاقة الكامنة الدنيا هذه، وبالتالي فإن حالة الفراغ لا تحتوي على جسيمات فيها. اعتمادًا على تفاصيل نظرية المجال الكمومي، يمكن أن يكون لها أكثر من حالة فراغ واحدة. الفراغات المختلفة، على الرغم من "كونها فارغة" (لا تحتوي على جزيئات)، سيكون لها عمومًا طاقة فراغ مختلفة. تنص نظرية المجال الكمي على أن ضغط طاقة الفراغ يكون دائمًا سالبًا ويساوي قدر كثافة طاقته.
تفترض نظرية التضخم inflation أن تتواجد حالة فراغ ذات طاقة فراغية كبيرة جدًا، ناتجة عن قيمة توقع غير صفري لمجال الانفلاتون inflaton. أي منطقة من الفضاء في هذه الحالة سوف تتوسع بسرعة. حتى لو لم تكن فارغة في البداية (تحتوي على بعض الجسيمات)، فإن التوسع الأسي السريع جدًا يخفف من كثافة الجسيمات إلى الصفر بشكل أساسي.

### انتقال الطور إلى الفراغ الحقيقي
تفترض النظرية التضخم كذلك أن حالة "الفراغ التضخمي" هذه ليست هي الحالة ذات الطاقة الأقل العامة ؛ بالأحرى ، هي " فراغ زائف " ، يُعرف أيضًا بالحالة غير المستقرة .
بالنسبة لكل مراقب في أي نقطة في الفضاء ، فإن الفراغ الزائف ينتشر في النهاية إلى حالة بنفس الطاقة الكامنة ، ولكنها ليست فراغًا (ليس عند الحد الأدنى المحلي من الطاقة الكامنة - فهي يمكن أن "تتحلل"). يمكن اعتبار هذه الحالة على أنها فراغ حقيقي ، مليء بعدد كبير من جسيمات انفلاتون. ومع ذلك ، فإن معدل تمدد الفراغ الحقيقي لا يتغير في تلك اللحظة: فقط طابعه الأسي يتغير إلى توسع أبطأ بكثير لمقياس FLRW . هذا يضمن أن معدل التضخم يطابق بدقة كثافة الطاقة.

### لفة بطيئة وإعادة التسخين
في الفراغ الحقيقي تتحلل جسيمات الأنفلاتون ، مما يؤدي في النهاية إلى ظهور جسيمات النموذج القياسي المعروف.  أن يكون لشكل دالة الطاقة الكامنة بالقرب من "مخرج النفق" من حالة الفراغ الزائف منحدرًا بسيطا ، وإلا فسيقتصر إنتاج الجسيمات على حدود توسيع فقاعة الفراغ الحقيقية ، الأمر الذي يتعارض مع المشاهدة (حيث أن كوننا غير مبني من فقاعات ضخمة فارغة تمامًا). بعبارة أخرى ، يجب أن "تتدحرج الحالة الكمومية إلى الأسفل (القاع) ببطء".
عند اكتماله ، يملأ اضمحلال جسيمات الانفلاتون الفضاء ببلازما الانفجار العظيم الساخنة والكثيفة.

## الكمات الحقلية
تمامًا مثل أي مجال كمي آخر ، من المتوقع أن تكون إثارة مجال التضخم كمومية. تُعرف الكميات الحقلية لحقل الانفلاتون باسم inflatons . اعتمادًا على كثافة الطاقة الكامنة النموذجية ، قد تكون الحالة الأرضية لحقل التضخم مساوية للصفر أو قد لا تكون مساوية للصفر.
يتبع مصطلح انفلاتون inflaton النمط النموذجي لأسماء الجسيمات الكمومية الأخرى - مثل الفوتون والغلون والبوزون والفيرميون - المشتق من كلمة التضخم inflation . تم استخدام المصطلح لأول مرة في ورقة علمية كتبها Nanopoulos و Olive و Srednicki (1983). طبيعة مجال الإنفلاتون غير معروفة حاليًا. أحد العوائق التي تحول دون تضييق خصائصه هو أن نظرية الكم الحالية غير قادرة على التنبؤ بشكل صحيح لطاقة الفراغ المرصودة ، بناءً على محتوى الجسيمات في نظرية مختارة (انظر كارثة الفراغ ).
اقترح أتكينز (2012) أنه من الممكن ألا يكون هناك مجال جديد ضروريًا - أن نسخة معدلة من مجال هيغز يمكن أن تعمل بمثابة تضخم.

## التضخم غير المقترن بالحد الأدنى
التضخم غير المقترن بالحد الأدنى هو نموذج تضخمي لا يكون فيه الثابت الذي يقرن الجاذبية بمجال التضخم صغيراً. عادة ما يتم تمثيل ثابت الاقتران بـ {\displaystyle \xi } (الحرف الحادي عشر ) ، الذي يظهر في الإجراء (تم إنشاؤه بتعديل إجراء أينشتاين وهيلبرت ): :1–2
{\displaystyle S=\int d^{4}x{\sqrt {-g}}\left[{\tfrac {1}{2}}m_{P}^{2}R-{\tfrac {1}{2}}\partial ^{\mu }\phi \partial _{\mu }\phi -V(\phi )-{\tfrac {1}{2}}\xi R\phi ^{2}\right]} و
مع {\displaystyle \xi } تمثل قوة التفاعل بين {\displaystyle R} و {\displaystyle \phi } ، والتي تتعلق على التوالي بانحناء الفضاء وحجم مجال inflaton.

## أنظر أيضا
- قانون هابل
- الانفجار العظيم
- ثابت كوني
- Inflationary dark energy